# Peter Ludvig Meidell Sylow

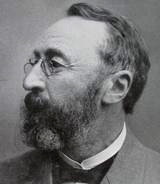
Peter Ludvig Meidell Sylow

Peter Ludwig Mejdell Sylow (roepnaam Ludvig, Kristiania, tegenwoordig Oslo, 12 december 1832 - aldaar, 7 september 1918) was een wiskundige uit Noorwegen. Hij is een van de grondleggers van de theorie van de eindige groepen en vooral bekend van de drie naar hem genoemde stellingen van Sylow.

## Loopbaan
Sylow studeerde aan de Universiteit van Kristiania en won in 1853 een wiskundewedstrijd. Aangezien er na zijn afstuderen geen universtaire post voor hem beschikbaar was, gaf hij in de jaren van 1858 tot 1898 les aan een school in Halden.
In die jaren vervolgde Sylow zijn wiskundige studies. Eerst werkte hij aan elliptische functies, maar al spoedig maakte hij kennis met Abel's artikelen over het verband tussen oplosbare groepen, polynomen en wortels en met het werk van Galois. Sylow kreeg in het jaar 1861 een stipendium om te gaan studeren in Berlijn en Parijs. Hij volgde in Parijs colleges van Chasles over de theorie van de kegelsneden, van Liouville over mechanica en van Duhamel over de theorie van de limieten en maakte in Berlijn kennis met Kronecker
Hij mocht in 1862 invallen als docent aan de Universiteir van Kristiania en gaf daar onder meer college over het werk van Galois en Abel. Hij redigeerde tussen 1873 en 1881 samen met Lie het verzamelde werk van Abel, waarbij hij volgens Lie het grootste deel van het werk voor zijn rekening nam.
Sylow werd in 1894 uitgever van de Acta Mathematica en hij kreeg dat jaar een eredoctoraat van de Universiteit van Kopenhagen. Sylow was in Noorwegen erg bekend, maar zijn werk viel wiskundigen in andere landen wel op. Mede daarom slaagde Lie er in 1898 voor Sylow in een aanstelling als hoogleraar aan de Universiteit van Kristiania te krijgen.

## Werk
Sylow maakte de drie stellingen, die zijn naam dragen, in 1872 wereldkundig in een tien pagina lang artikel dat in de Mathematische Annalen verscheen. Cauchy had toen al bewezen dat een groep, waarvan de orde door een priemgetal {\displaystyle p} kan worden gedeeld altijd een element van orde {\displaystyle p} heeft. Sylow gaf zelf tien jaar later ook het wiskundige bewijs voor zijn stellingen. Bijna al het werk over eindige groepen maakt gebruik van deze drie stellingen van Sylow.